# سباستین اریل رومرو
سباستین اریل رومرو (انگلیسی: Sebastián Ariel Romero؛ زادهٔ ۲۷ آوریل ۱۹۷۸) بازیکن فوتبال اهل آرژانتین است.
از باشگاه‌هایی که در آن بازی کرده‌است می‌توان به باشگاه فوتبال رئال بتیس، باشگاه فوتبال بانفیلد، باشگاه فوتبال پاناتینایکوس، باشگاه فوتبال کوردوبا، باشگاه فوتبال جیمناسیا لاپلاتا، باشگاه فوتبال راسینگ کلوب آویاندا، و باشگاه فوتبال تولوز اشاره کرد.
وی همچنین در تیم‌های ملی فوتبال زیر ۲۰ سال آرژانتین و آرژانتین بازی کرده‌است.